# Batagur affinis
Batagur affinis là một loài rùa trong họ Emydidae. Loài này được Cantor mô tả khoa học đầu tiên năm 1847. Loài này được tìm thấy ở Malaysia, Indonesia và Campuchia.

## Hình ảnh

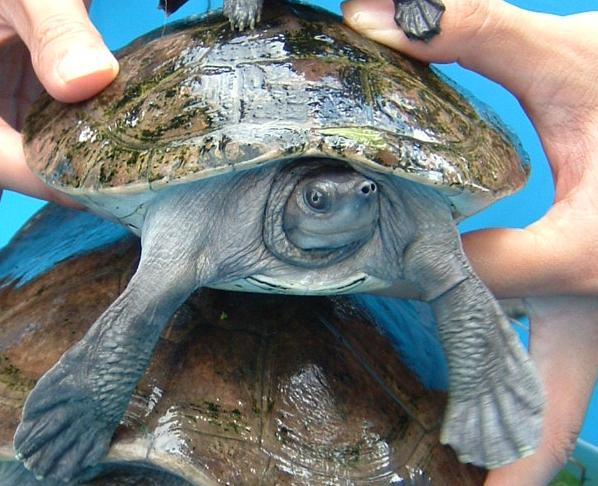
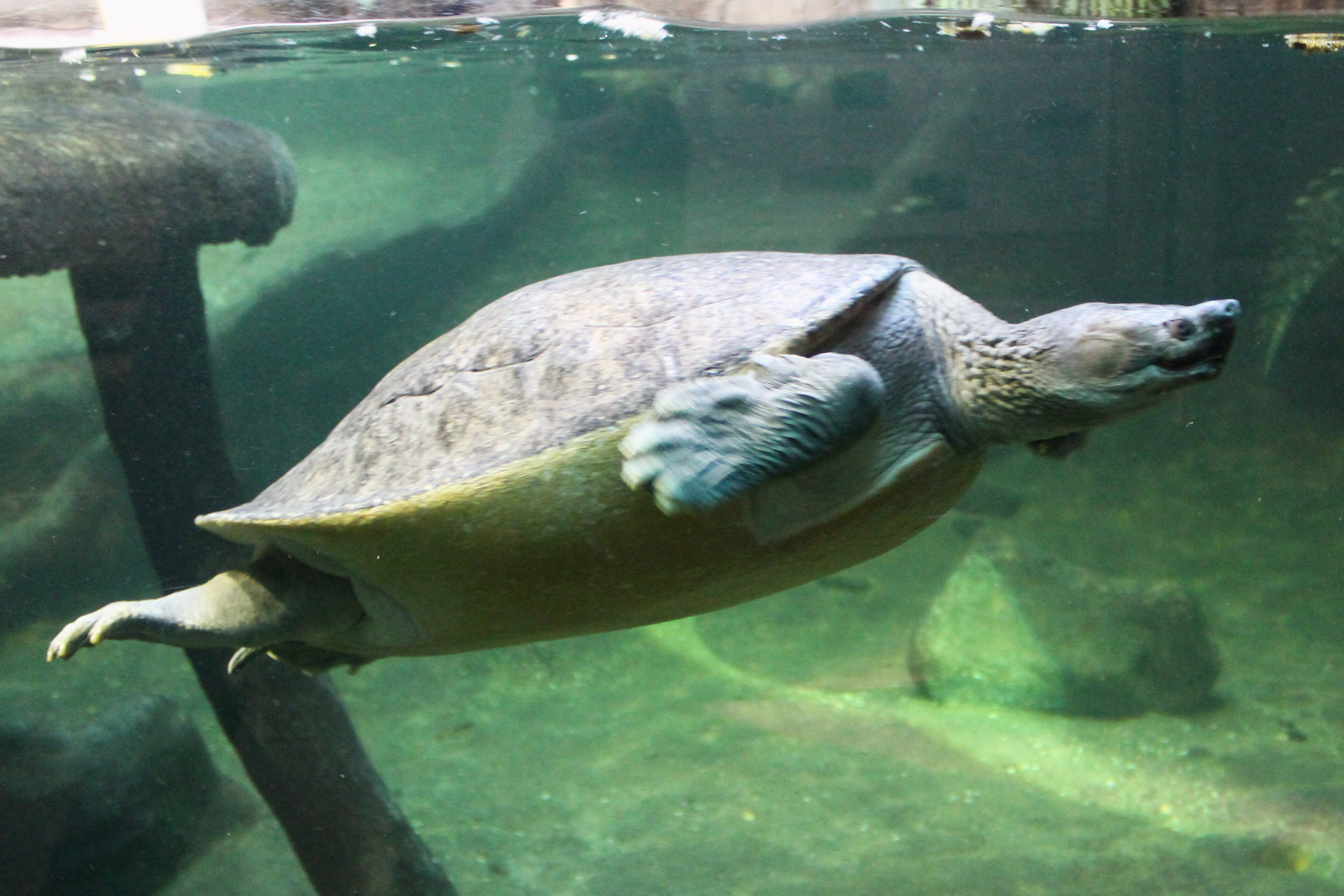
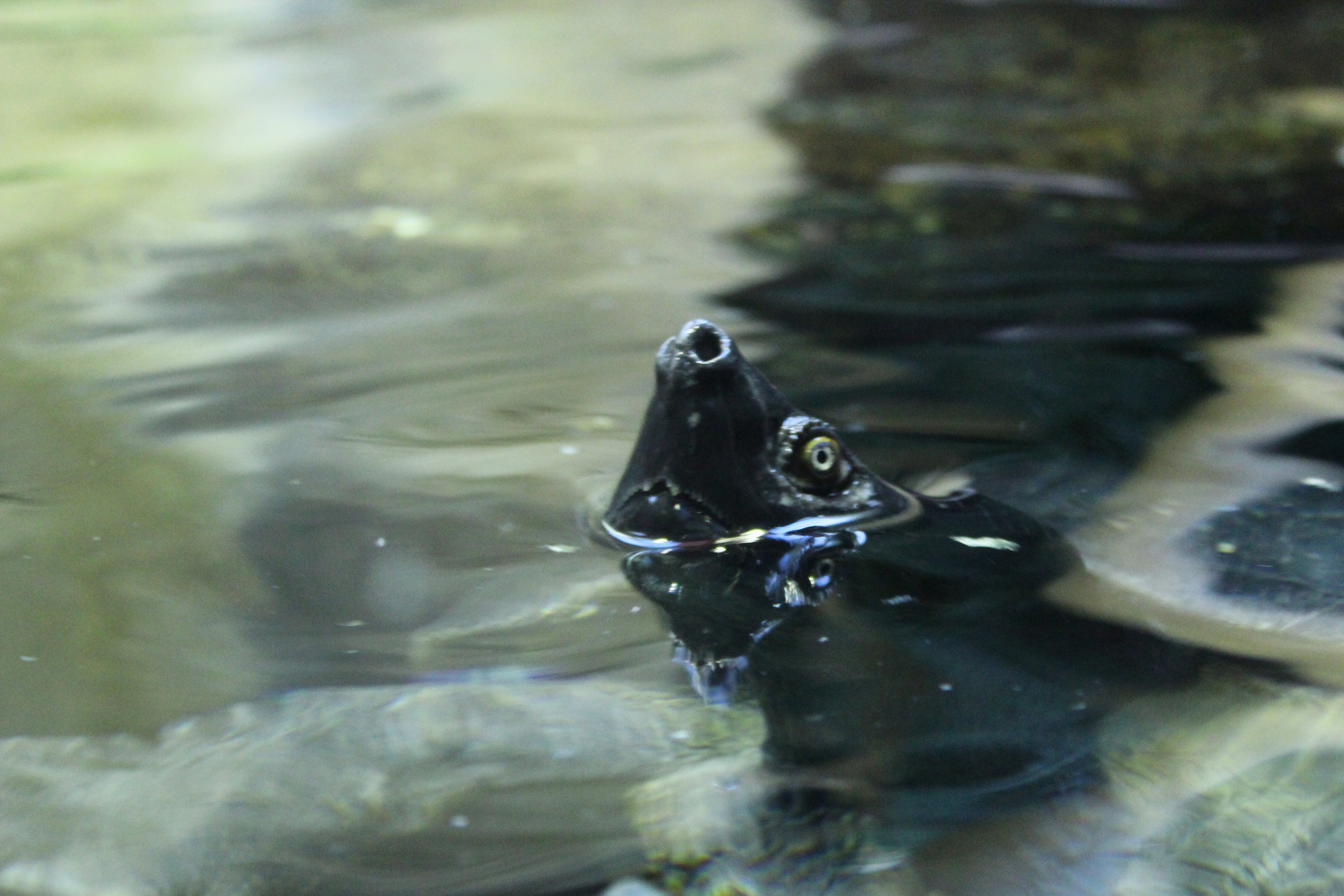
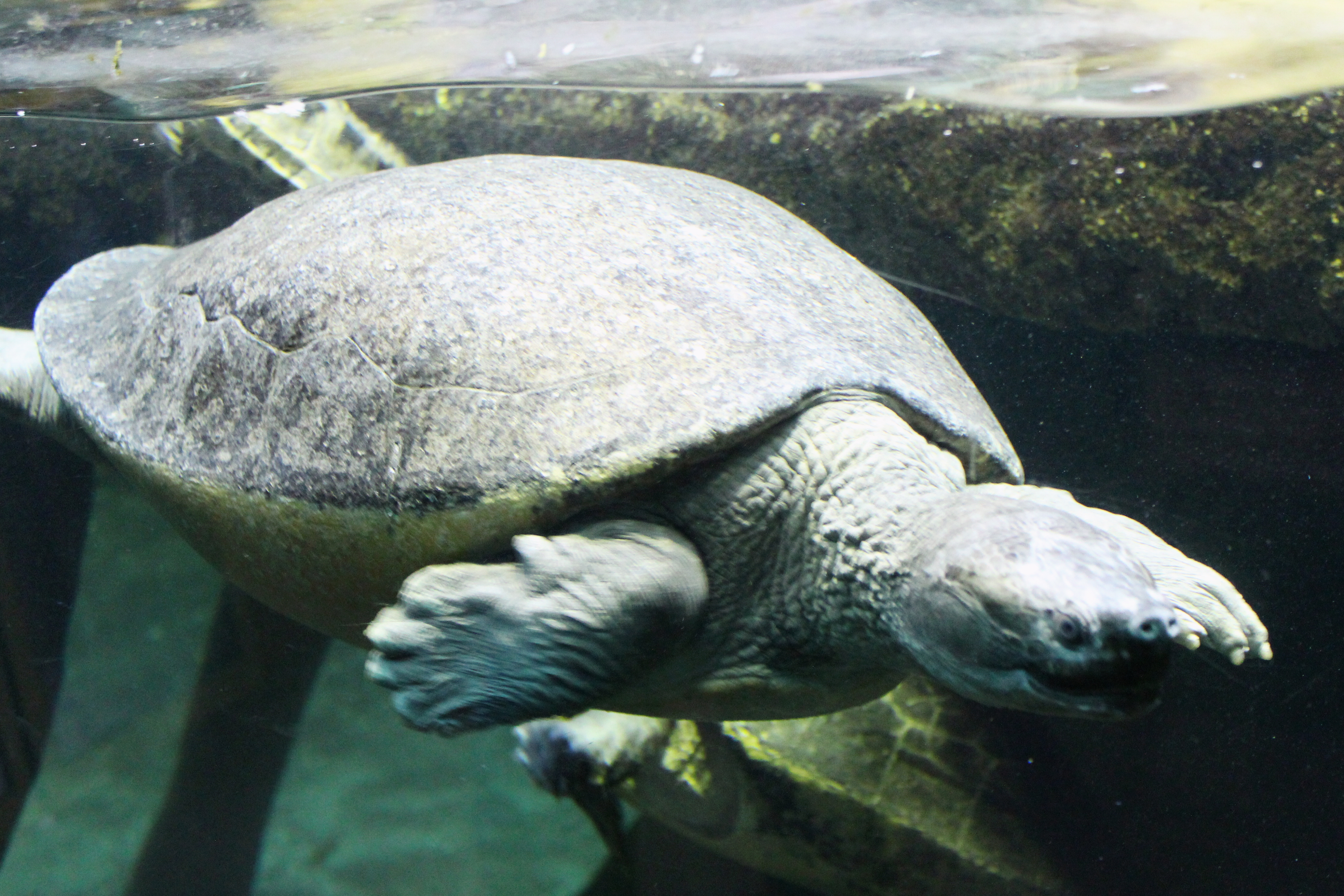

## Phân loài
- Batagur affinis affinis
- Batagur affinis edwardmollis